# Kreisgericht Rothenburg
Das Kreisgericht Rothenburg war ein preußisches Kreisgericht in der damaligen Provinz Schlesien mit Sitz in der Stadt Rothenburg/Oberlausitz.

## Geschichte
1849 wurden in Preußen einheitlich Kreisgerichte geschaffen. Hierbei wurde die Patrimonialgerichtsbarkeit abgeschafft und die Patrimonialgerichte wurden aufgehoben. Auch die eingangs genannten Gerichte wurden aufgehoben und es entstand das Königliche Kreisgericht Rothenburg im Sprengel des Appellationsgerichts Glogau. Es war für den größten Teil des Kreises Rothenburg (Ob. Laus.) zuständig.
Das zuständige Schwurgericht war das Kreisgericht Görlitz. Am Gericht waren 1870 ein Direktor und sieben Kreisrichter eingesetzt. 1870 betrug die Zahl der Gerichtseingesessenen 51.215. Eine Gerichtskommission war in Muskau eingerichtet. Gerichtstage wurden in Creba und Jenkendorf gehalten.
Im Rahmen der Reichsjustizgesetze wurde das Gerichtswesen in Deutschland 1879 vereinheitlicht. Damit wurde das Kreisgericht Rothenburg aufgehoben und das königlich preußische Amtsgericht Rothenburg/O.L. mit Wirkung zum 1. Oktober 1879 als eines von zehn Amtsgerichten im Bezirk des Landgerichtes Görlitz als Nachfolger gebildet. Auch die Gerichtskommission wurde in das Amtsgericht Muskau umgewandelt.